# Natsuki Ikezawa
Natsuki Ikezawa (池澤 夏樹 Ikezawa Natsuki?, n. 7 iulie 1945, Obihiro, Japonia) este un poet, romancier, eseist și traducător japonez.
Ikezawa tratează în cărțile sale, printre alte teme, relația dintre civilizație și natură. El a tradus în limba japoneză o mare varietate de opere literare, de la poezia greacă contemporană la romanele moderne, în special Micul prinț al lui Antoine de Saint-Exupéry. 

## Biografie
Natsuki Ikezawa s-a născut în 1945, ca fiu al poetului și romancierului Takehiko Fukunaga și al poetei Akiko Harajō. A început studii de fizică, pe care le-a întrerupt la sfârșitul anilor 1960. A trăit în Grecia în perioada 1972-1975 și a tradus acolo operele poeților greci contemporani. După întoarcerea în Japonia, în 1978, a publicat volumul de versuri Shio no michi.
Începând din anii 1980 Izekawa a scris în principal proză. A obținut mai multe premii literare: premiile Chūōkōron Shinjin și Akutagawa pentru volumul de povestiri Stiru raifu, premiul Yomiuri pentru volumul de eseuri Haha naru shizen no oppai, iar în 2010 a fost distins cu premiul pentru literatură Asahi al revistei Asahi Shimbun.
În anii 1990 Izekawa a locuit în Franța. Romanul Shizukana daichi (Peisajul tăcut) a fost publicat în foileton în revista Asahi Shimbun. Fiica lui Izekawa, Haruna Ikezawa, a devenit cunoscută ca actriță de voce.

## Scrieri
- Shio no michi, 1978
- Mottomo nagai kawa ni kansuru kosatsu, 1982
- Natsu no asa no seisoken, 1984
- Stiru raifu, 1987 (Premiul Chūōkōron Shinjin și Premiul Akutagawa)
- Mahiru no puriniusu, 1989
- Kutsu wa sango, manako wa shinju, 1989
- Haha naru shizen no oppai, 1992, (Premiul Yomiuri)
- Minami no shima no tio, 1992
- Masiasu giri no shikkyaku, 1993 (Premiul Jun’ichirō Tanizaki)
- Tanoshii shūmatsu, 1999 (Premiul Sei Itō)
- Hana o hakobu imōto, 2000 (Premiul Mainichi)

## Legături externe
- Impala Arhivat în 4 septembrie 2015, la Wayback Machine.—Official web site
- The A Team (Words Without Borders, tr. Alfred Birnbaum, from Ikezawa Natsuki. ‘Asteroid no Kansokutai (アステロイドの観測隊)’, Switch Vol. 11, No. 3, Tokyo: Switch Publishing, 1993.7)
- en  Natsuki Ikezawa[nefuncțională – arhivă]
 at J'Lit Books from Japan
- en  Synopsis of A Burden of Flowers (Hana o Hakobu Imoto) at JLPP (Japanese Literature Publishing Project)